# Diaphus rafinesquii
Diaphus rafinesquii е вид лъчеперка от семейство Myctophidae. Видът не е застрашен от изчезване.

## Разпространение и местообитание
Разпространен е в Албания, Алжир, Бермудски острови, Босна и Херцеговина, Великобритания, Гибралтар, Гърция, Доминиканска република, Египет, Западна Сахара, Израел, Ирландия, Исландия, Испания, Италия, Кипър, Куба, Либия, Ливан, Мавритания, Малта, Мароко, Монако, Португалия, САЩ, Сирия, Словения, Тунис, Турция, Търкс и Кайкос, Франция, Хаити и Хърватия.
Обитава морета, заливи и потоци в райони с тропически и умерен климат. Среща се на дълбочина от 25 до 1200 m, при температура на водата от 2,8 до 26,7 °C и соленост 33,8 – 38,9 ‰.

## Описание
На дължина достигат до 9 cm.